# 大桑中継局
大桑中継局（おおくわちゅうけいきょく）は、長野県木曽郡大桑村に置かれていたアナログテレビ中継局である。

## 概要
- 大桑村殿字ホケ平734番地の大桑北山に置かれ、村中心部などに電波を発射していた。

## 中継局概要
| 放送局名          | チャンネル | 空中線電力        | ERP               | 放送対象地域 | 放送区域内世帯数 | 開局日     | 閉局日        |
| abn長野朝日放送   | 37ch       | 映像10W /音声2.5W | 映像29W /音声7.2W | 長野県       | 約1550世帯       | 1999年1月  | 2011年7月24日 |
| TSBテレビ信州     | 39ch       | 映像10W /音声2.5W | 映像29W /音声7.2W | 長野県       | 約1550世帯       | 1993年     | 2011年7月24日 |
| NBS長野放送       | 41ch       | 映像10W /音声2.5W | 映像29W /音声7.2W | 長野県       | 約1550世帯       | 1982年12月 | 2011年7月24日 |
| SBC信越放送       | 43ch       | 映像10W /音声2.5W | 映像29W /音声7.2W | 長野県       | 約1550世帯       | 1982年12月 | 2011年7月24日 |
| NHK長野教育テレビ | 45ch       | 映像10W /音声2.5W | 映像30W /音声7.6W | 全国         | 約1550世帯       | 1967年3月  | 2011年7月24日 |
| NHK長野総合テレビ | 47ch       | 映像10W /音声2.5W | 映像30W /音声7.6W | 長野県       | 約1550世帯       | 1967年3月  | 2011年7月24日 |

## その他
当中継局には、デジタル放送の置局予定がなく、2011年7月24日のアナログ波停波をもって廃局となった。